# Cossacks: European Wars

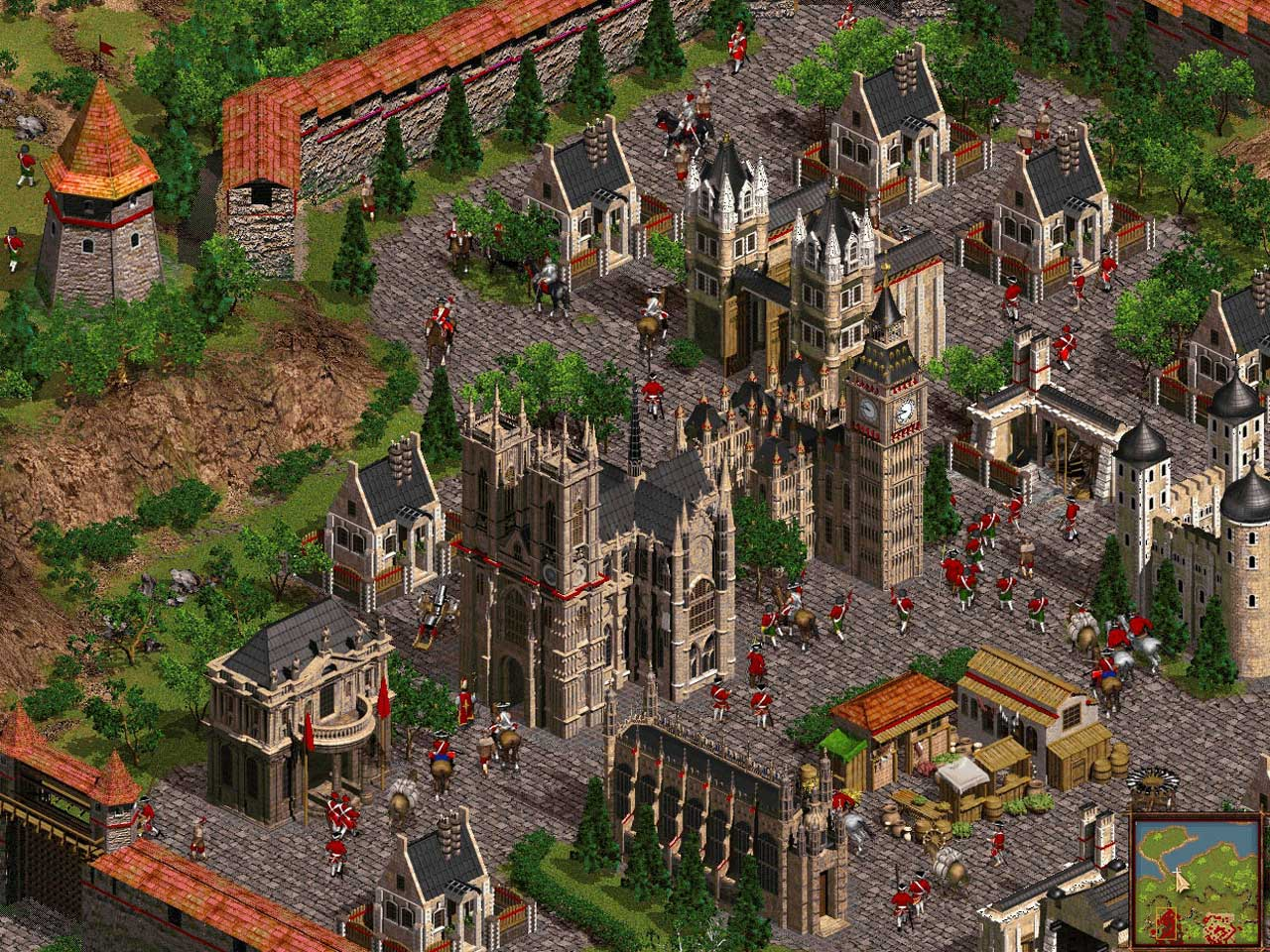
Screenshot aus Cossacks: European Wars

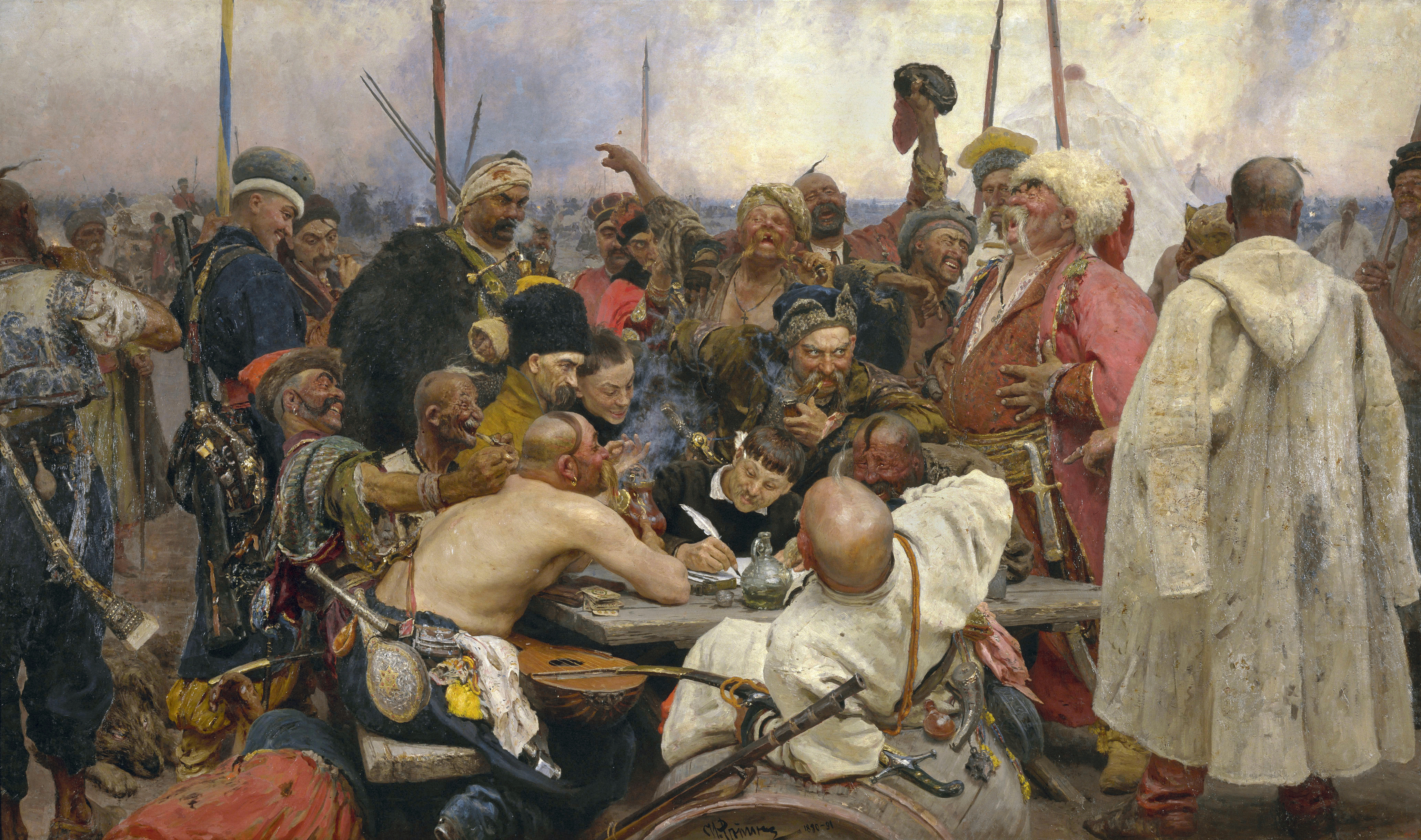
Das Gemälde „Die Saporoger Kosaken schreiben dem türkischen Sultan einen Brief“ von Ilja Jefimowitsch Repin ist Teil des Titelbilds von Cossacks: European Wars.

Cossacks: European Wars (englisch für Kosaken) ist ein vom ukrainischen Spieleentwickler GSC Game World entwickeltes Echtzeit-Strategiespiel und der erste Teil der Cossacks-Reihe. Das Spiel wurde im November 2000 von Publisher CDV für Windows-PCs veröffentlicht. Das Spiel wurde weltweit über 2,5 Millionen Mal verkauft und erhielt zwei Add-ons, sowie zwei Nachfolger.
Das Titelbild des Spieles basiert auf dem Gemälde „Die Saporoger Kosaken schreiben dem türkischen Sultan einen Brief“ von Ilja Jefimowitsch Repin.

## Kampagnen und Gameplay
In diesem Spiel übernimmt der Spieler eine von 16 (später in Back to War 20) europäischen Nationen des siebzehnten und achtzehnten Jahrhunderts. Dabei unterscheiden sich England, die Niederlande, Frankreich, Spanien, Portugal, Piemont, Venedig, Schweden, Russland, die Ukraine, Polen, Preußen, Sachsen, Österreich, die Türkei und das nordafrikanische Algerien in der Architektur der Gebäude, in den Einheiten und bei den verfügbaren Technologien. Hierbei wird großer Wert auf die historische Korrektheit gelegt. Wie in Spielen dieses Genres üblich, ist es die Aufgabe des Spielers, Städte und Festungen zu erbauen, Rohstoffe zu gewinnen und zu verwalten, Armeen auszuheben und natürlich den Gegner auf dem Schlachtfeld zu besiegen. Bemerkenswert ist, dass die Entwickler vor allem auf Massenschlachten Wert gelegt haben. So können sich bis zu 8000 Einheiten gleichzeitig auf der Karte bewegen, was den Kriegen des 17. und 18. Jahrhunderts sehr nahekommt. Um solch eine große Armee zu errichten, sind die Ressourcen unendlich vorhanden. Es gibt sechs Arten von Ressourcen, die unterschiedlich abgebaut werden. Holz und Stein wird mit einem Bauer ganz normal abgebaut, um Nahrung zu gewinnen, wird eine Windmühle benötigt, oder man greift auf Fischfang zurück, was einen Hafen und Fischerboote benötigt. Eisen, Gold und Kohle werden in Minen abgebaut. Diese Minen wiederum können um bis zu sieben Stufen erweitert werden, was dazu führt, dass bis zu 95 Bauern in einer Mine arbeiten können.
Sollten Bauern oder zivile Gebäude von militärischen Streitkräften unbewacht sein, kann ein Gegner zivile Einheiten mit einer militärischen Einheit einnehmen. Militärische Gebäude können nicht eingenommen und nur durch Artillerie, Grenadiere und Bogenschützen zerstört werden.
Mauern und Einheiten brauchen auch nach der Produktion Ressourcen. Einheiten benötigen generell Nahrung, während alle Einheiten, die schießen können (Kanonen, Schiffe, Türme, Musketiere) Kohle und Eisen für die Munition brauchen. Für Mauern muss genügend Stein und für Palisaden genug Holz vorhanden sein. Söldner verlangen Gold als Bezahlung, ansonsten revoltieren sie und werden somit zu Gegnern.
Es wird in Cossacks viel Wert auf Forschung und Upgrades gelegt. Bis alles erforscht und ausgebaut wurde, kann es bis zu zwei Stunden dauern. Allerdings ist es möglich, die Spielgeschwindigkeit in vielen verschiedenen Stufen zu ändern, sodass Aufbau und Forschung je nach Einstellung schneller oder langsamer vonstattengehen können. Demnach ist die Spieldauer von der eingestellten Spielgeschwindigkeit abhängig.
Neben der Zufallskarte sind fünf Kampagnen und zehn Einzelszenarien spielbar. Die Kampagnen:
- 1. Kampagne (Österreich): Tutorial-Kampagne
- 2. Kampagne (England): karibische Piraten
- 3. Kampagne (Ukraine): Ukrainischer Unabhängigkeitskrieg
- 4. Kampagne (Frankreich): Dreißigjähriger Krieg unter Richelieu
- 5. Kampagne (Russland): Aufstieg im 17. und 18. Jahrhundert

Um zu zeigen, dass sich Cossacks: European Wars eng an der realen Geschichte anlehnt, ist zusätzlich eine Enzyklopädie mit Informationen über spielbare Staaten, Kriege, Schlachten, Einheiten und Gebäuden enthalten.

## Technik
Die Cossacks-Engine basiert auf Sprite-Grafiken, die es ermöglichen, tausende von Einheiten darzustellen, da die Berechnung einer Einheit relativ schnell vonstattengeht. Das bedeutet, dass die Anzahl der Einheiten theoretisch nur durch die Ressourcen, und praktisch durch die Leistungsfähigkeit des eigenen Computers, begrenzt ist. Zudem ist schon eine Physikberechnung implementiert, die es ermöglicht, Geschossbahnen und Aufschläge physikalisch korrekt zu berechnen.

## Add-Ons
Im November 2001 und Oktober 2002 folgten die zwei Add-ons The Art of War und Back to War (allerdings ist Back to War eine Standalone-Erweiterung), die das Einheitenmaximum noch einmal verdoppelten. Diese waren auch in der im Oktober 2003 veröffentlichten Anthologie Cossacks Anthology mit enthalten. Das Hauptspiel und das erste Add-On The Art of War wurden außerdem im Dezember 2001 gemeinsam als Cossacks Gold Edition veröffentlicht.
Ab Cossacks: The Art of War gibt es einen Editor, mit dem man eigene Missionen erstellen kann.

## Rezeption
Das Hauptspiel erhielt überwiegend positive Kritiken und erzielte beim Review-Aggregator Metacritic einen Metascore von 74 von 100 möglichen Punkten.
Laut dem deutschen Onlinemagazin 4Players besticht Cossacks: European Wars durch eine „ungeheure Tiefe“ und eine hohe Vielfalt an Nationen mit spezifischer Architektur. Grafik – insbesondere die Animationen – und Sound wurden hingegen als verbesserungswürdig eingestuft. Der Autor spricht von einem Pflichtkauf für „Age- und Anno-Fans“. PC Joker bezeichnet das Spiel als Age of Empires in der Light-Version.

„Komplexe Echtzeit- und Aufbaustrategie mit kleinen Schönheitsfehlern“

Dem Spielemagazin PC Games zufolge „umfasst Cossacks alle Punkte, die Age of Empires 2 bekannt gemacht haben. Doch an Originalität mangelt es“.
Auch Eurogamer zieht den Vergleich zu Age of Empires, stellt aber fest, dass Cossacks nur auf den ersten Blick wie ein einfacher Age-of-Empires-Klon aussehe und sich durch den epischen Maßstab absetze. Im Fazit des Tests wird das Spiel als exzellentes Strategiespiel beschrieben, welches allerdings durch den hohen Schwierigkeitsgrad der Kampagne und die wenig beeindruckende Gegner-KI Schaden nehme.

## Cossacks: The Art of War
Cossacks: The Art of War ist ein von GSC Game World entwickeltes Add-on für das im Jahr 2000 erschienene Strategiespiel Cossacks: European Wars, das ebenso von GSC Game World stammt.
Knapp ein Jahr nach dem Release von Cossacks: European Wars brachten GSC Game World als Entwickler und Cdv Software Entertainment als deutscher Publisher das erste Add-on zu Cossacks: European Wars heraus. Cossacks: The Art of War brachte neuartige Ergänzungen, die in späteren Echtzeit-Strategiespiel von GSC Game World Standard waren. Das automatische Besetzen der Minen von Bauern, welche die Minen errichteten, sowie Blockhäuser sind z. B. zwei Ergänzungen, die man auch im Echtzeit-Strategiespiel American Conquest (ebenfalls von GSC Game World) vorfindet.

### Kampagnen & Gameplay
Das Add-on ergänzt die Cossacks-Reihe um zwei neue spielbare Völker. Bayern und Dänemark steigern die Gesamtzahl an Völkern auf insgesamt 18 Nationen aus Europa und Nordafrika. Die 5 Kampagnen beschränken sich allerdings auf Sachsen, Preußen, Österreich, Algerien sowie Polen. Neben den Kampagnen gibt es sechs weitere Einzelspieler Missionen.
Inhalte der Kampagnen:
- 1. Kampagne (Sachsen): türkische Invasion; Der Nordische Krieg
- 2. Kampagne (Preußen): Siebenjähriger Krieg
- 3. Kampagne (Österreich): Dreißigjähriger Krieg, Österreichischer Erbfolgekrieg
- 4. Kampagne (Polen): Kosakenaufstände; Krieg mit dem Osmanischen Reich; Krieg mit Russland ab 1654
- 5. Kampagne (Algerien): Kampf von Piraten gegen Spanien (16. Jahrhundert)

Das Gameplay ist gegenüber European Wars gleich geblieben. Gleichzeitig wurde die Enzyklopädie erweitert.
Cossacks: The Art of War ist das erste Spiel der Cossacks-Reihe, das native Multiplayer unterstützt und einen Editor liefert.

### Bewertungen in Spielezeitschriften
- PC Action 12/2001 77 %[9]
- PC Games 12/2001 77 %[9]
- GameStar 12/2001 75 %[9]
- Metascore: 74/100[10]

## Cossacks: Back to War
Cossacks: Back to War ist ein von GSC Game World entwickeltes, eigenständig lauffähiges Add-on (Standalone) zu Cossacks: European Wars, das wieder auf historischem Hintergrund basiert. Es wird somit kein anderes Cossacks-Produkt benötigt.
In dieser Version der Reihe können 20 Nationen zwischen dem 16. und dem 18. Jahrhundert kommandiert werden. Zu den 18 Nationen des Vorgängers kommen hier nun die Schweiz und Ungarn hinzu, die acht neue Einheiten und 20 neue Gebäude mit sich bringen. Außerdem wurde für die Nationen Algerien und Türkei ein kamelreitender Beduine hinzugefügt. Zusätzlich wurden 100 neue Einzelspieler-Missionen hinzugefügt, jedoch keine neuen Kampagnen. Bei vier Schwierigkeitsstufen können bis zu 8000 Einheiten auf dem Schlachtfeld dargestellt werden. Die Landschaftshöhe wirkt sich außerdem auf die Reichweite der Einheiten aus. Für die Mehrspieler-Funktion über das Internet wurde das Automated Championship System (ACS) eingebaut. Die VIZOR-Technologie ermöglicht das Ansehen von Online-Spielen. Dem Spiel liegt außerdem ein umfangreicher Karten- und Szenarioeditor bei. Insgesamt können bis zu sieben Spieler gleichzeitig spielen und drei verschiedene Spielmodi stehen zur Verfügung.
Das Add-on beinhaltet außerdem eine erweiterte, historisch recherchierte Enzyklopädie und beinhaltet alle Funktionen der Vorgängerversion. Die Liste wurde jedoch noch durch einige Einheitenbefehle erweitert. So kann man Einheiten als Wachposten für Gebäude einteilen oder selbige patrouillieren lassen. Außerdem wurde ein Zufallskarten-Generator eingebaut und die maximale Kartengröße auf 30 × 20 Bildschirme bei 1024 × 768 Pixeln Auflösung angehoben. Die künstliche Intelligenz der Computergegner wurde verbessert und erstmals sind mit selbigen umfangreiche Allianzen möglich.

### Modifikationen

#### Imperia M137
Die Mod Imperia M137 erweitert Cossacks: Back to War um das 19. Jahrhundert, welches das Spiel um weitere Einheiten wie Fahnenträger, Gardisten, Sappeure, Ulanen und Gebäude wie Festungen und Imperiale Kasernen (Kaserne 19. Jahrhundert) ergänzt. Zusätzlich sind arabische, Tataren-, westliche und östliche Dörfer spielbar. Jedoch erhalten durch die Mod nicht alle Nationen Zugang zum 19. Jahrhundert, so „vereint“ die Mod Piemont und Venedig zu Italien und Polen wird zum Herzogtum Warschau. Entwickelt wurde die Mod von der russischen Cossacks Community, es folgten eine englische Version und eine deutsche Version, welche überwiegend von der Ersten Cossacks Brigade und der deutschen Cossacks Community übersetzt wurde.
Die Mod ist nicht im Handel, sondern nur zum Download bei der Ersten Cossacks Brigade erhältlich und funktioniert nur im Zusammenhang mit dem Originalspiel Cossacks: Back to War.

### Rezeption
Laut Metacritic erhielt Back to War schlechtere Wertungen als das Hauptspiel und das erste Add-on und so erlangte es nur einen Metascore von 60 Punkten, die Benutzerwertungen tendieren allerdings deutlich mehr ins positive und übertreffen im Schnitt die Wertungen von European Wars und The Art of War.

## Screenshot-Galerie

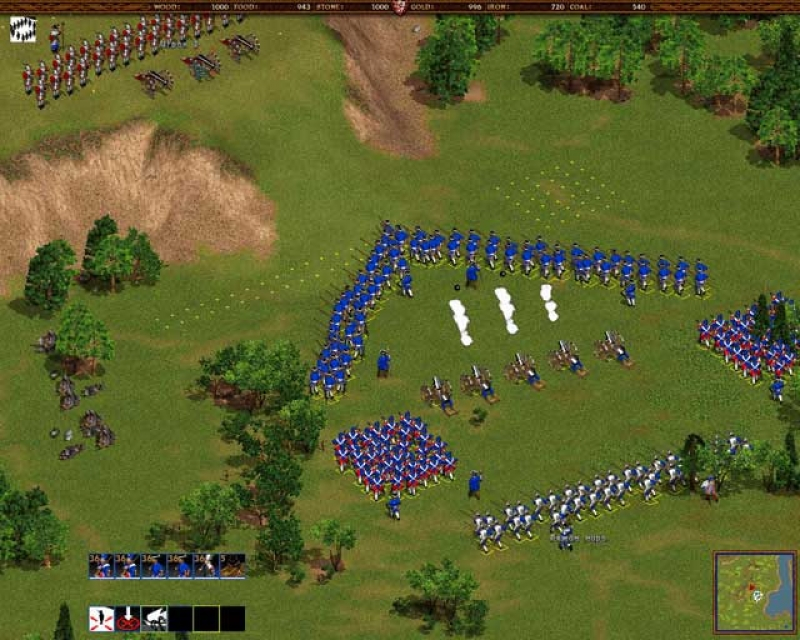
Schlachtszene
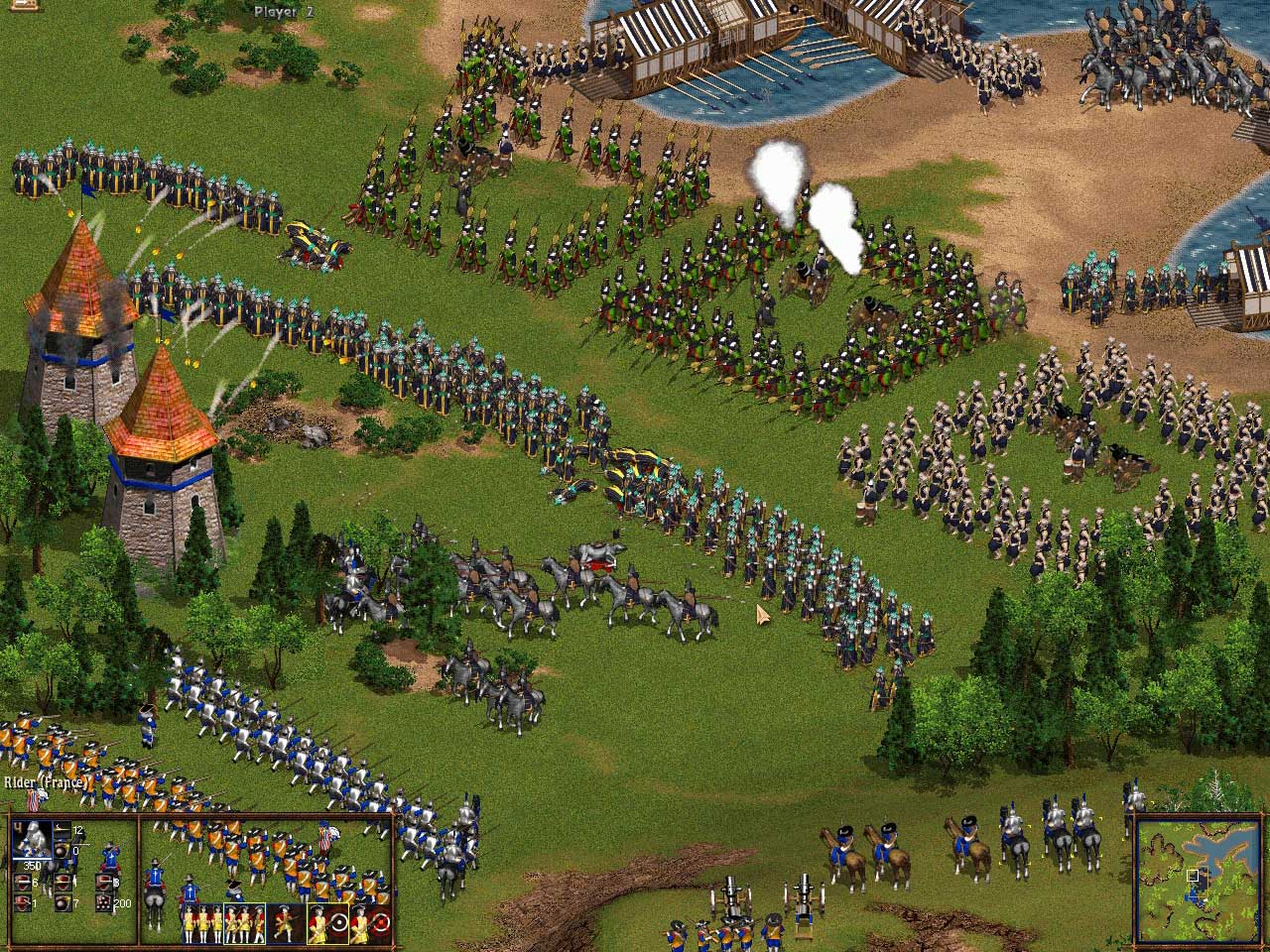
Schlacht mit Landungsschiffen
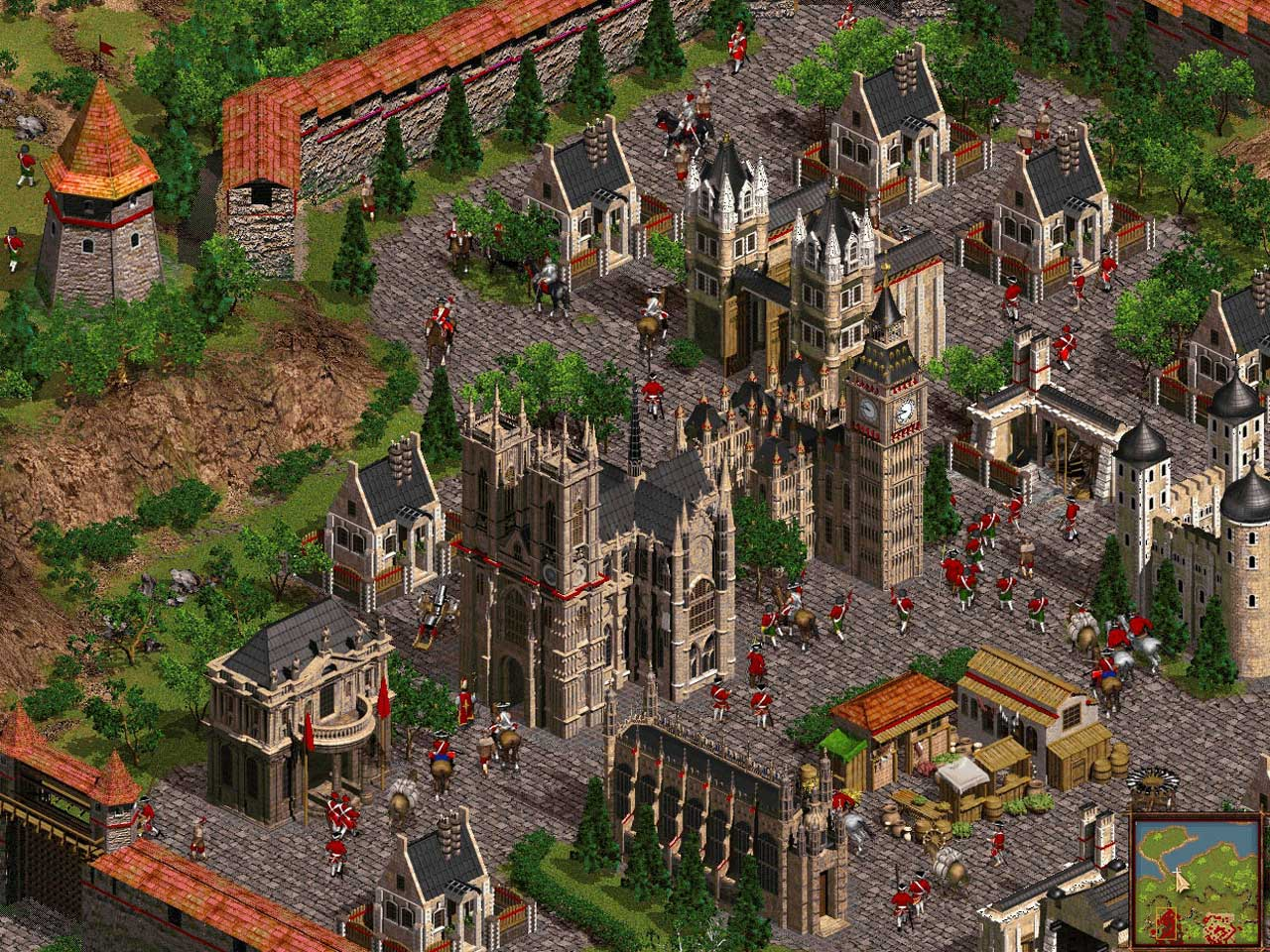
Stadt im englischen Baustil
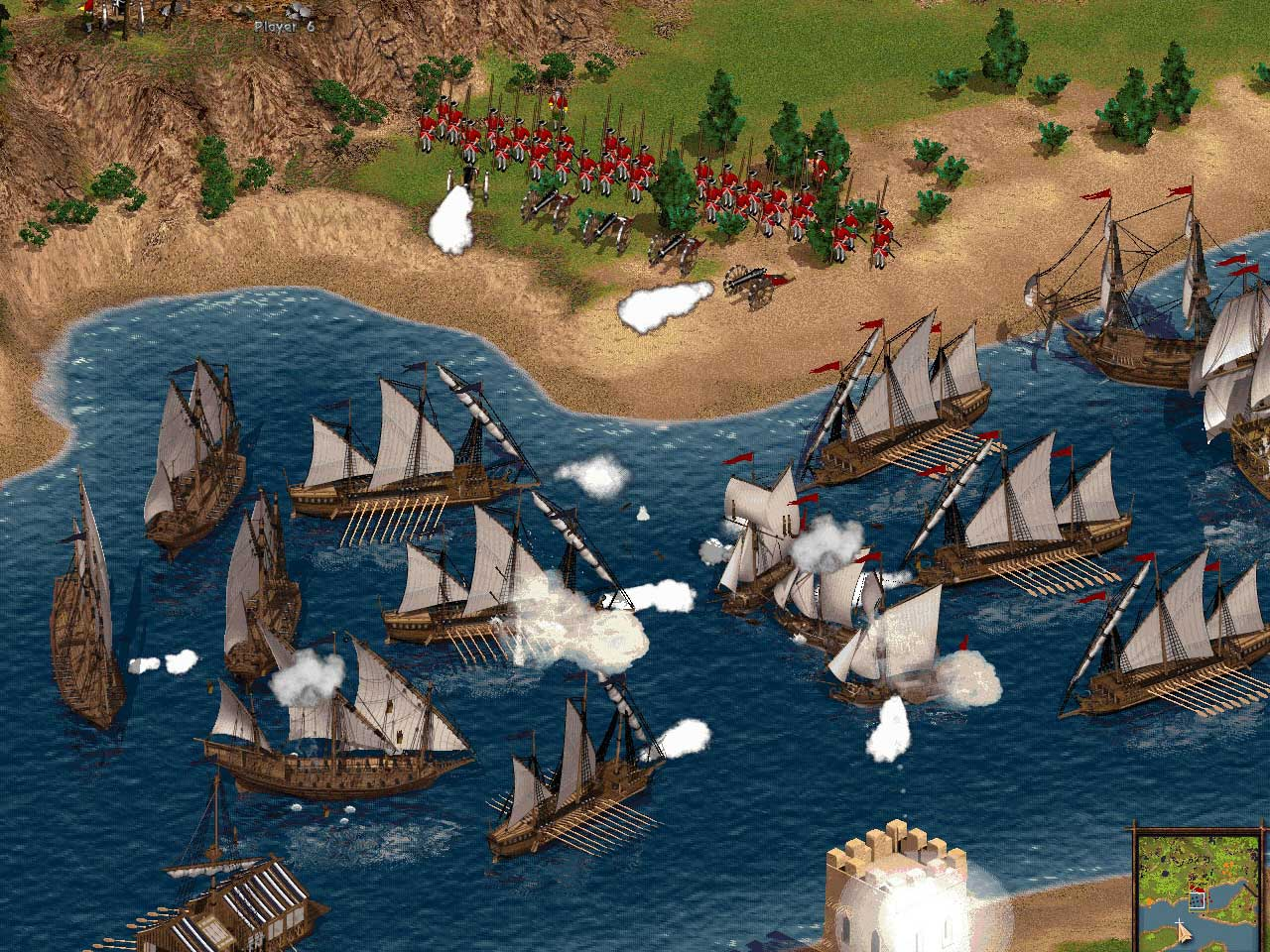
Seeschlacht
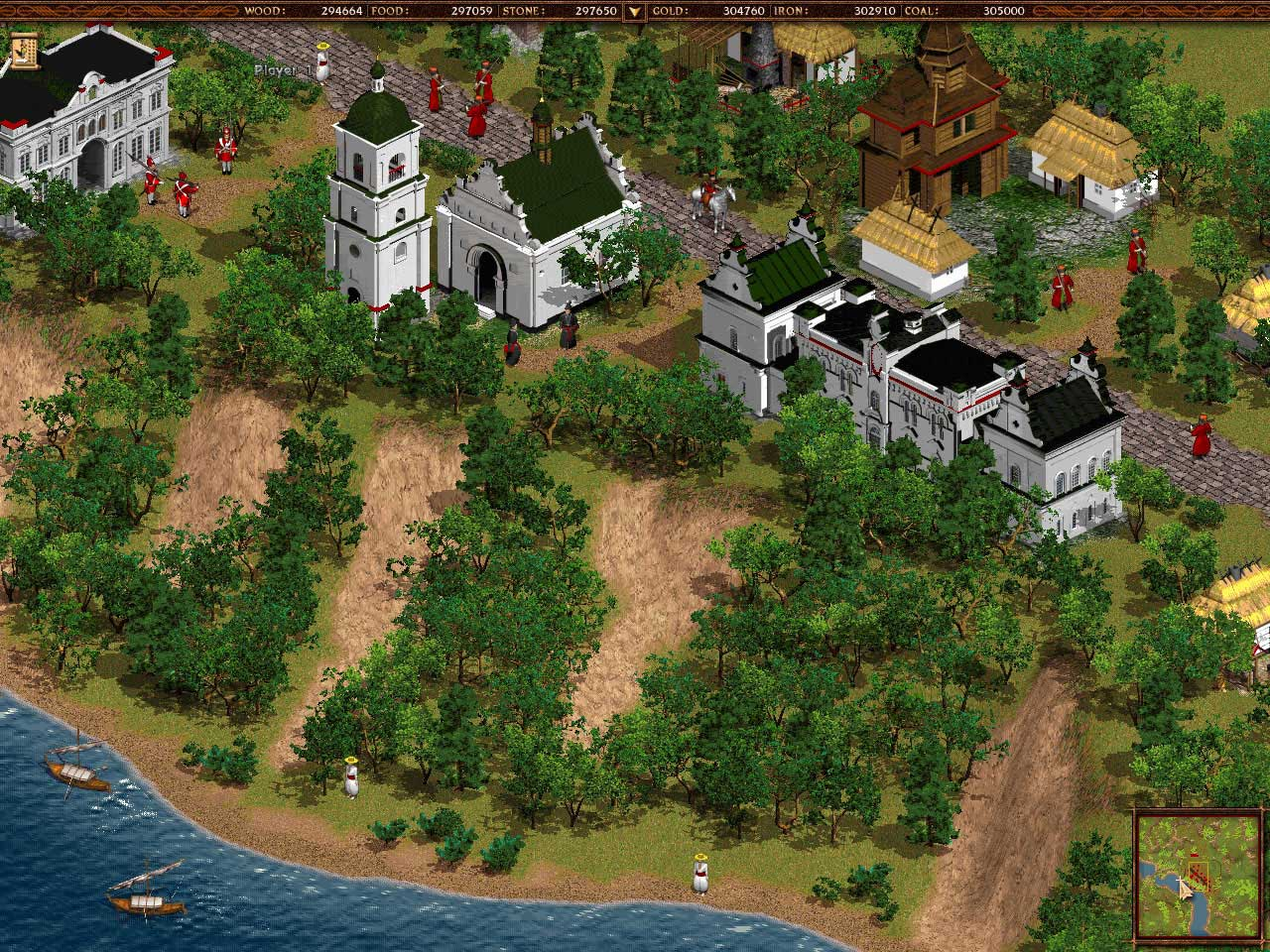
Gebäude im ukrainischen Baustil